# Ronald Squire
Ronald Launcelot Squire (25 de março de 1886 – 16 de novembro de 1958) foi um ator britânico da era do cinema mudo, ativo entre as décadas de 1910 e 1950.

## Filmografia selecionada
- Whoso Is Without Sin (1916)
- Forbidden Territory (1934)
- Unfinished Symphony (1934)
- Come Out of the Pantry (1935)
- Dusty Ermine (1936)
- Love in Exile (1936)
- Action for Slander (1937)
- Freedom Radio (1941)
- Don't Take It to Heart (1944)
- Woman Hater (1948)
- The First Gentleman (1948)
- The Rocking Horse Winner (1950)
- No Highway in the Sky (1951)
- Encore (1951)
- My Cousin Rachel (1952)
- It Started in Paradise (1952)
- Laxdale Hall (1953)
- The Million Pound Note (1953)
- Footsteps in the Fog (1955)
- Raising a Riot (1955)
- The Silken Affair (1956)
- Around the World in Eighty Days  (1956)
- Sea Wife (1957)
- Island in the Sun (1957)
- Law and Disorder (1958)
- The Sheriff of Fractured Jaw (1958)
- The Inn of the Sixth Happiness (1958)
- Count Your Blessings (1959)